# Amaury Lavernhe
Pour les articles homonymes, voir Amaury, Lavernhe (homonymie) et MOZ.
 (septembre 2015).
Si vous disposez d'ouvrages ou d'articles de référence ou si vous connaissez des sites web de qualité traitant du thème abordé ici, merci de compléter l'article en donnant les références utiles à sa vérifiabilité et en les liant à la section « Notes et références ».
Amaury Lavernhe,  surnommé Moz, est un bodyboardeur français né le 10 août 1985 à Poitiers. Il habite l'Île de La Réunion, dans le sud-ouest de l'océan Indien, depuis sa petite enfance. Il fait ses débuts au bodyboard à l'âge de 10 ans et gagne sa première compétition en 1996: les Gillympiades (Réunion). Il collectionne les titres de Champion de la Réunion et de Champion de France avant de se lancer sur les circuits internationaux : European Tour of Bodyboard, Championnats d'Europe et Championnats du Monde Professionnel IBA puis APB.

## Biographie
(mars 2023).
La mise en forme du texte ne suit pas les recommandations de Wikipédia : il faut le « wikifier ».
Les points d'amélioration suivants sont les cas les plus fréquents. Le détail des points à revoir est peut-être précisé sur la page de discussion.
- Les titres sont pré-formatés par le logiciel. Ils ne sont ni en capitales, ni en gras.
- Le texte ne doit pas être écrit en capitales (les noms de famille non plus), ni en gras, ni en italique, ni en « petit »…
- Le gras n'est utilisé que pour surligner le titre de l'article dans l'introduction, une seule fois.
- L'italique est rarement utilisé : mots en langue étrangère, titres d'œuvres, noms de bateaux, etc.
- Les citations ne sont pas en italique mais en corps de texte normal. Elles sont entourées par des guillemets français : « et ».
- Les listes à puces sont à éviter, des paragraphes rédigés étant largement préférés. Les tableaux sont à réserver à la présentation de données structurées (résultats, etc.).
- Les appels de note de bas de page (petits chiffres en exposant, introduits par l'outil «  Source ») sont à placer entre la fin de phrase et le point final[comme ça].
- Les liens internes (vers d'autres articles de Wikipédia) sont à choisir avec parcimonie. Créez des liens vers des articles approfondissant le sujet. Les termes génériques sans rapport avec le sujet sont à éviter, ainsi que les répétitions de liens vers un même terme.
- Les liens externes sont à placer uniquement dans une section « Liens externes », à la fin de l'article. Ces liens sont à choisir avec parcimonie suivant les règles définies. Si un lien sert de source à l'article, son insertion dans le texte est à faire par les notes de bas de page.
- La présentation des références doit suivre les conventions bibliographiques. Il est recommandé d'utiliser les modèles {{Ouvrage}}, {{Chapitre}}, {{Article}}, {{Lien web}} et/ou {{Bibliographie}}. Le mode d'édition visuel peut mettre en forme automatiquement les références.
- Insérer une infobox (cadre d'informations à droite) n'est pas obligatoire pour parachever la mise en page.

Pour une aide détaillée, merci de consulter Aide:Wikification.
Si vous pensez que ces points ont été résolus, vous pouvez retirer ce bandeau et améliorer la mise en forme d'un autre article.
Après son Bac S et pendant ses études universitaires de STAPS, avec son statut de sportif de haut niveau, Amaury participe à certaines épreuves du tour mondial professionnel IBA. Il devient professionnel en 2008.
Le 26 février 2010, il remporte la finale du Bodyboard Pipeline Pro à Hawaï, première épreuve de la saison du championnat professionnel IBA
Il devient fin août 2010 le premier Européen champion du monde en remportant le Tour Mondial organisé par l'International Bodyboarding Association grâce à une victoire au terme de l'épreuve organisée à Sintra, au Portugal.
En 2011, Amaury est qualifié en Équipe de France Pour les ISA GAMES 2011 avec son ami et rival Pierre-Louis Costes qui décroche l'or et Amaury, la Médaille d'argent. Résultat : l'équipe de France termine Championne du Monde ISA 2011.
En 2011, la crise requin commence à sévir à La Réunion avec l'interdiction de surfer, ce qui contraint Amaury à s'installer aux Canaries comme résidence d'entraînement.
En 2013, il remporte deux victoires sur le Tour (Australie et Brésil). Lorsque la dernière périme du tour mondial professionnel prévue aux Canaries est annulée faute de budget, Amaury est Top 1 ex-aequo avec son idole l'Australien Ben Player. Pour les départager, on prend le classement de l'année 2012. Ben Player était Top 8 et Amaury Top 9. Il finit donc l'année Vice-Champion du monde 2103.
2014 : Amaury réattaque l'année avec une motivation et détermination.[réf. nécessaire] Il profite du long break dans le planning des compétitions entre mars et juin pour passer trois mois en Australie en road-trip en famille aves un bref séjour en Indonésie.[réf. nécessaire] Lors des étapes  en Amérique Latine, de juin à août, après une 3e place au Brésil, il gagne au Chili l'ARICA CHILEAN CHALLENGE ce qui le propulse en tête du classement mondial.

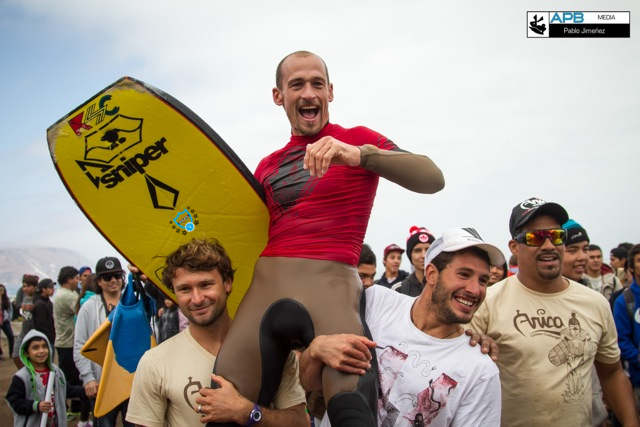
En remportant l'étape du Chili Amaury se place en tête du classement mondial 2014.
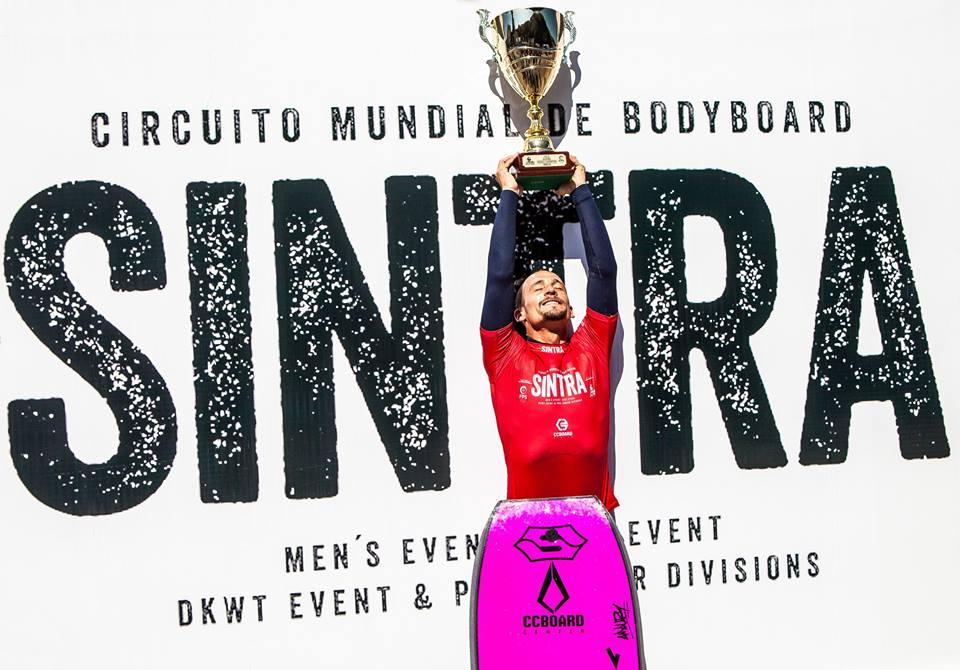
Sacré à Sintra - Portugal- Champion du Monde APB Tour professionnel en Septembre 2014.

Début septembre, il se marie en France avec Magdalena Argüello-Cabrera, dont il partage la vie aux Canaries, à Galdar.
Fin septembre arrive l'étape de Sintra (Portugal) où il est sacré Champion du Monde, comme en 2010. Il remporte aussi l'étape en Drop Knee et le titre national aux championnats de France en octobre, à Hossegor.
Décembre 2014 : Capitaine de l'équipe de France de Bodyboard pour les Jeux Mondiaux ISA Games au Chile (Iquique), Amaury et tous les autres riders du Team remportent une moisson de médailles. Au retour au pays, Amaury a quatre médailles autour du cou. Deux en argent (Vice-champion du Monde Open, Vice-Champion du Monde par équipe) et deux en or ( Champion du Monde Drop-Knee et Champion du Monde Tag Team).

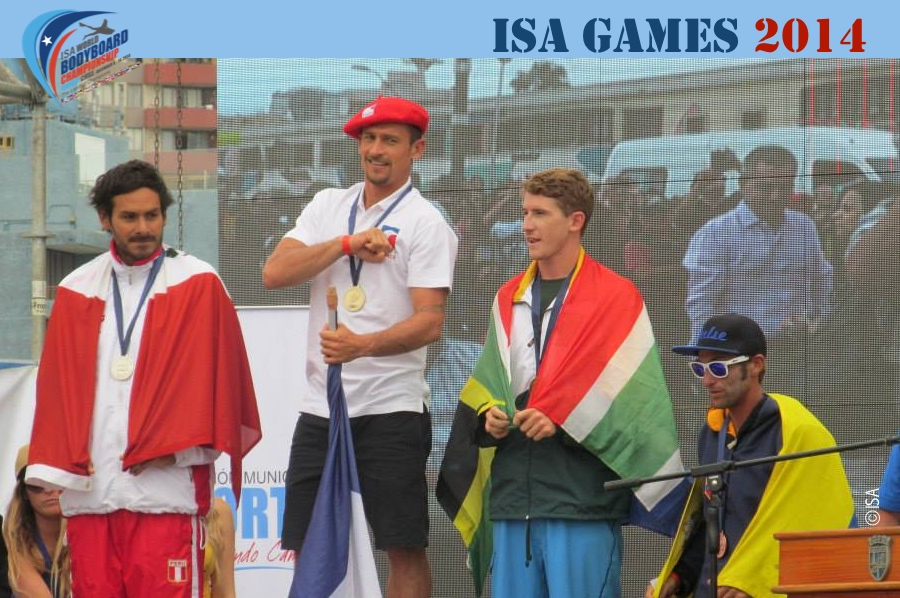
Amaury Champion du Monde ISA 2014 en Drop Knee - Iquique - Chili.

2015 commence par un trip en solo en Australie  à la recherche de la houle d'hiver austral. Puis l'Indonésie.       

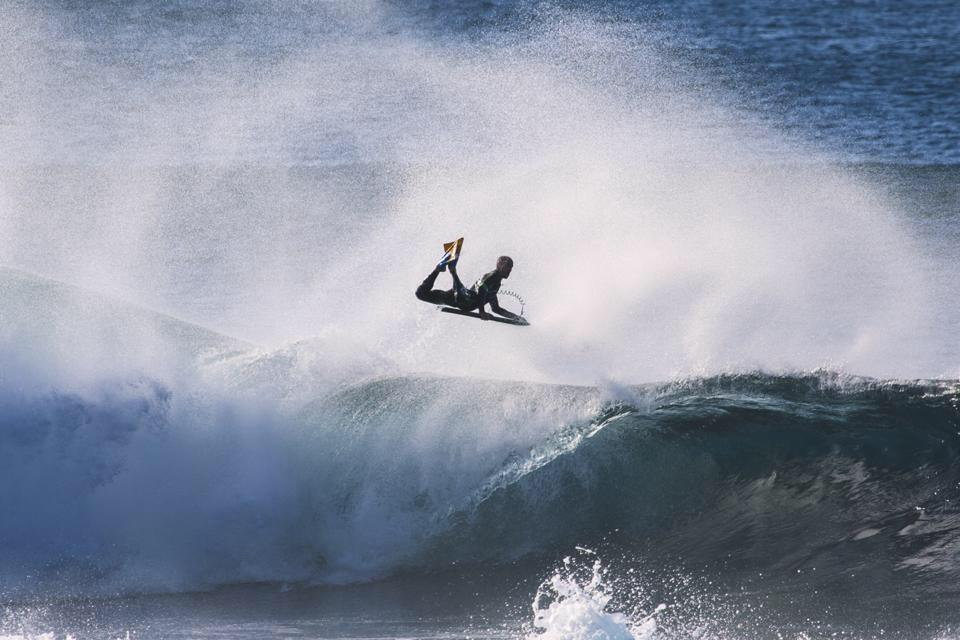
Amaury en free surf en Australie.

Avant de partir en Amérique Latine en fanfare pour le Champion du Monde en titre: il remporte la première étape du Tour Mondial APB à Itacoatiara (Brésil).
Et monte sur la 2e marche du podium à Arica (Chili) après une finale au tie-break contre Jared Houston (ZAF) où les deux riders ont fini avec 18 points chacun. Après les épreuves du Portugal et sa 3e place au Nazaré Pro, Amaury reste dans la course au titre mondial APB Tour avec Jared Houston (ZAF) et Pierre-Louis Costes (FR) Tout se joue à Puerto Rico début novembre, lors de la dernière épreuve du tour 2015. En attendant, Amaury remporte le APB Special Event Fronton King (Galdar - Grande Canarie) sur le spot mythique de classe mondiale El Fronton. Survolant l'épreuve de bout en bout, avec notamment 19 points en finale. Une belle façon de marquer son territoire sur ce spot qui est devenu son terrain d'entraînement depuis son exil de La Réunion en 2011.
- 2006 : Champion de France Open
- 2007 : Top 3 Championnats du Monde IBA (International Bodyboard Association)[2]
- 2008 : Champion de France par équipe (Guadeloupe)
- 2009 : Médaille d'argent aux Championnats de France Open à Lacanau.
- 2009 : Top 6 Championnats du Monde IBA
- 2010 : Vainqueur du Pipe Line Pro à Hawaii
- 2010 : Champion de France Open à Biarritz
- 2010 : Champion du Monde IBA
- 2011: Top 4 Championnats du Monde IBA
- 2011 : Vice Champion du Monde Open Jeux Mondiaux ISA Games (par équipe)
- 2012 : Champion de France DK à Anglet
- 2012 : Top 9 Championnats du Monde IBA
- 2013 : Vice Champion du Monde IBA
- 2013 : Champion de France DK à Brétignolles sur Mer
- 2014 : Champion du Monde APB (Association of Professional Bodyboarders)
- 2014 : Champion de France DK à Hossegor.
- 2014 : Capitaine de l'équipe de France Jeux Mondiaux ISA Games
- 2014 : Champion du Monde ISA Drop Knee -  Champion du Monde Open ISA (Tag Team)

## Filmographie
- 2016 : « Le Goût du risque » écrit et réalisé par Benoît Lichté, avec Géraldine Fasnacht et Guillaume Néry, produit par Seppia.